# O'du
L’o'du est une langue môn-khmer parlée au Laos et au Viêt Nam. Elle possède 900 locuteurs qui se répartissent par 300 au Viêt Nam (recensement de 2009) et 600 au Laos en 2015. Au Viêt Nam, l’o'du est parlé dans le nord dans la province de Nghe Tinh. Au Laos, on les retrouvent dans la province de Xiang Khoang, dans le district de Nonghet.
L’o'du est également connu par les exonymes « iduh » et « œdou », mais aussi par les variantes péjoratives « haat », « hat » et « tay hat », bien que ce ne soit pas une langue tày.

## Classification
L’o'du est proche du khmu et appartient au groupe des langues khmuiques dans la branche môn-khmer des langues austroasiatiques.